# Partito Democratico della Moldavia
Partito Democratico della Moldova (PDM) è una formazione politica di centro-sinistra della Repubblica Moldova. Creato nel 1997, il PDM è membro associato del Partito dei Socialisti Europei (PES), membro con pieni poteri dell'Internazionale Socialista.
In conformità allo statuto il PDM si pronunzia per la convalida della Repubblica Moldova come stato indipendente, sovrano e democratico, basato su diritto ed integrato nella famiglia delle democrazie europee.

## Storia
Il Partito Democratico della Moldova è stato fondato il 8 febbraio 1997 con il nome di Movimento per una Moldova Democratica e Prospera. Il congresso del 17 ottobre 1998 ha eletto gli organi di amministrazione del partito ed ha adottato lo statuto e il programma politico basato sui principi social-democratici. Alle elezioni parlamentari del marzo 1998 il blocco elettorale creato in base al Movimento - Blocco "Per una Moldova Democratica e Prospera" ha ottenuto 18,64% dei voti popolari, cioè 24 su 101 seggi al Parlamento, fatto che ha permesso loro di partecipare al governo dentro l'Alleanza per la Democrazia e Riforme (ADR). Dumitru Diacov, il presidente della formazione, era stato eletto come speaker del corpo legislativo. Dal 1997 fino l'estate del 2009, il partito era stato guidato da Dumitru Diacov, il quale tra gli anni 1997-2001, ha ricoperto la carica di presidente del Parlamento. Nel 1999, come capo governo è stato nominato il rappresentante del MpMDP, Ion Sturza.
Al Congresso del 15 aprile 2000 il Movimento per una Moldova Democratica e Prospera ha cambiato suo nome in Partito Democratico della Moldova. Alle elezioni parlamentari del 2001, il partito ha ottenuto 79.757 voti popolari (5,02%), senza aver riuscito passare la sogli elettorale di 6%. Mentre alle elezioni locali del 25 maggio 2003 il PDM era riuscito ad ottenere circa 8,3% per repubblica.
Il Congresso del partito del 22 novembre 2003 ha stabilito obbiettivi nuovi nell'attività della formazione. Uno dei documenti basilari, adottato dal Congresso, era stata la nuova redazione del programma politico, nel quale si dichiarava il carattere invariabile degli obbiettivi e principi politici del partito. A questo Congresso il Partito Democratico ha espresso il desiderio di diventare membro dell'Internazionale Socialista e di adottare la Risoluzione riguardo al rapporto tra il PDM con il movimento sindacale. In data del 8 maggio del 2004, come risultato delle aspettative dell'elettorato riguardo al consolidamento delle forze riformative e democratiche, il Partito Democratico della Moldova, l'Alleanza "Nostra Moldova" e il Partito Social-Liberale (PSL) hanno creato insieme il Blocco "Moldova Democratica" (BMD).
In seguito alle elezioni parlamentari del 6 marzo 2005 il PDM ha ottenuto 8 seggi nel parlamento, essendo unico partito che dopo non aver passato le elezioni del 2001 era riuscito di rientrare nel parlamento nel 2005. Dopo l'adesione del gruppo dei deputati PSL al gruppo parlamentare PDM, nell'ottobre 2007, il numero dei deputati democratici era aumentato a 11, così PDM diventando la terza forza politica dentro il corpo legislativo di quel periodo.
Dopo la fusione del PDM con il Partito Social-Liberale, avvenuta al Congresso del 10 febbraio 2008, il presidente del partito era stato riconfermato Dumitru Diacov, mentre primo vice-presidente è stato eletto l'ex capo del PSL Oleg Serebrian. L'inno di partito PDM è diventata l'Ode alla gioia di Beethoven, che simbolizza il vettore pro-europeo del partito e l'aderenza al corrente federalistico europeo. Il 19 luglio 2009 il Congresso straordinario del PDM ha eletto come presidente Marian Lupu.
Alle elezioni parlamentari del 5 aprile 2009 il PDM ha ottenuto solo 2,97% dei voti popolari, non avendo accesso al Parlamento.
In seguito alle elezioni parlamentari del 29 luglio 2009 il PDN ha ottenuto 13 seggi, diventando tra poco uno dei quattro membri dell'Alleanza per l'Integrazione Europea (AIE), la quale ha creato la maggioranza nel Parlamento della Repubblica Moldova. Marian Lupu, il capo del PDM, è stato nominato come candidato dell'AIE per la carica di Presidente della Repubblica Moldova per le elezioni del 10 novembre e del 7 dicembre 2009, ma non ha raccolto il numero necessario di voti.
Alle elezioni parlamentari anticipati del 28 novembre 2010 il PDM otteneva 15 seggi in Parlamento, diventando uno dei tre membri che hanno creato l'AIE-2.
Nel mese di maggio 2013, il PDM (con 15 seggi), assieme al Partito Liberale Democratico della Moldova (31 seggi) e Partito Liberare Riformatore (7 seggi) hanno costituito una nuova alleanza di governo – Coalizione Pro-Europea.
Alle elezioni parlamentari del 30 novembre 2014 il PDM ha accumulato 15,80%, ottenendo 19 seggi nel Parlamento. Dopo le elezioni il PDM e PLDM (23 seggi) hanno costituito una coalizione minoritaria di governo – Alleanza Politica per una Moldova Europea.
Partendo dal 2009, il PDM è membro plenipotenziario dell'Internazionale Socialista. Dal 2010 e fino il 2015 ha avuto statuto di membro osservatore presso il Partito dei Socialisti Europei, ma nel giugno del 2015 il PDM è diventato membro associato di questo partito.
In data di 14 gennaio 2016, il nuovo candidato per la carica di primo ministro era stato Pavel Filip, avanzato dal PDM e sostenuto dalla nuova maggioranza parlamentare.
Il governo guidato da Pavel Filip era stato votato ed investito di pieni poteri, con il voto dei 57 deputati: 20 deputati PDM, 13 deputati del PL, 14 deputati ex-comunisti, 8 deputati del PLDM e 2 ex-deputati del PLDM.
Il congresso VIII è stato convocato dopo le decisioni adottate alla seduta del Consiglio Politico del PDM del 10 dicembre 2016 quando Marian Lupu ha reso noto la sua dimissione dalla carica di presidente del PDM. Lo scopo principale del Congresso VIII era stato l'elezione dei nuovi organi amministrativi, l'adozione delle nuove modifiche allo statuto del partito e la delimitazione dei nuovi obiettivi di modernizzazione del partito. Come presidente del PDM è stato eletto l'uomo d'affari Vladimir Plahotniuc, sostenuto con il voto unanime di tutti i delegati del congresso. Vlad Plahotniuc aveva dichiarato che proverà a modernizzare la formazione politica per farla diventare un partito che promuove gli interessi dei cittadini e non gli interessi geopolitici. Inoltre, i delegati del congresso hanno eletto Pavel Filip come primo vice-presidente del PDM, hanno votato la lista del nuovo Consiglio Nazionale Politico ed hanno adottato la nuova redazione dello Statuto del partito.
Secondo l'informazione degli organizzatori, al congresso hanno partecipato circa 1000 delegati da tutte le regioni della repubblica ed ospiti dall'estero.
In data di 10 marzo 2017 i 14 deputati ex-comunisti, che hanno costituito insieme al PDM la “Piattaforma Social-Democratica per Moldova” hanno aderito alla frazione parlamentare del Partito Democratico della Moldova. Il capo della frazione parlamentare dei democratici, Marian Lupu, aveva dichiarato presso una conferenza stampa che la decisione dei 14 deputati è un passo che possa consolidare la maggioranza parlamentare, la frazione PDM diventando il gruppo politico più numeroso dentro il Parlamento.

### La dottrina PDM
La dottrina PDM è basata sui principi social-democratici. I valori principali essendo: Uguaglianza, che tutte le persone possano realizzare loro potenziale in condizioni equanimi; Solidarietà, che tutte le persone siano assicurate con tutto il necessario per una vita decente; Libertà che ogni persona possa sviluppare il suo progetto di vita.

## I congressi del PDM
| Evento | Data dell’evento | Decisioni/risultati |
| --- | ---------------- | --- |
| Il congresso per la Costituzione del movimento social - politico "PER LA MOLDOVA DEMOCRATICA E PROSPERA" (MpMDP) | 8 febbraio 1997  | - Dumitru Diacov è stato eletto come presidente; - È stato adottato il programma del movimento social – politico "PER LA MOLDOVA DEMOCRATICA E PROSPERA"; |
| I-mo congresso del MpMDP                                                                                         | 17 ottobre 1998  | - Dumitru Diacov è stato rieletto come presidente; - È stato eletto l’organo amministrativo; - È stato lanciato l’appello ai partiti e movimenti di orientamento centrista di unirsi in un’organizzazione politica per lo sviluppo dello stato; |
| II-o congresso del MpMDP                                                                                         | 15 aprile 2000   | - MpMDP è stato riorganizzato in Partito Democratico di Moldova (PDM); - Sono stati eletti gli organi amministrativi; - Sono state approvate le modifiche allo Statuto del partito; - È stato votato il Programma politico ed economico del PDM; - Dumitru Diacov è stato rieletto come presidente; |
| III-o congresso del PDM                                                                                          | 22 novembre 2003 | - Sono state mobilizzate le risorse organizzative e informative del PDM per assicurare il passaggio della soglia elettorale; - Sono state adottate modifiche allo Statuto PDM; |
| IV-o congresso del PDM                                                                                           | 3 luglio 2005    | - È stata confermata la composizione dell’amministrazione del partito; - Dumitru Diacov è stato rieletto come presidente; |
| V-o congresso del PDM                                                                                            | 10 febbraio 2008 | - La fusione del Partito Social – Liberale con il Partito Democratico di Moldova sotto il nome Partito Democratico di Moldova; - È stato consolidato il centro politico della Repubblica Moldova nel contesto delle preparazioni per le elezioni parlamentari del 2009; - È stata eletta la nuova amministrazione del partito: Dumitru Diacov è stato eletto come presidente del partito unito, Oleg Serebrian — primo vice presidente del PDM, Oazu Nantoi, Valentina Buliga, Igor Klipii, Valentina Stratan e Dumitru Ivanov sono eletti come vice presidenti del PDM, Oleg Țulea, il leader dell’Organizzazione giovanile del Partito Democratico, è stato nominato Segretario Generale del partito;                                                                                              |
| VI-o congresso straordinario del PDM                                                                             | 19 luglio 2009   | - Sono state apportate delle modifiche allo Statuto; - Marian Lupu è stato eletto come presidente; - Dumitru Diacov è stato eletto presidente onorario del partito; - Oleg Serebrian ha conservato il posto di primo vice presidente; - Valeriu Lazăr (ex-ministro dell’economia e del commercio) è stato eletto Segretario Generale; - Sono stati nominate in qualità di vice presidenti: Igor Corman, Oleg Țulea, Oazu Nantoi, Valentina Stratan, Igor Klipii e Valentina Buliga; - I membri PCRM e PSD (dalle organizzazioni regionali PSD — Glodeni, Bălți, Anenii Noi) hanno aderito al PDM; - Valeriu Pleșca, il leader del Movimento social – politico “Nuova Forza” ha dichiarato che il Movimento sosterrà PDM alle elezioni anticipate del 29 aprile 2009, e ulteriormente aderirà al PDM; |
| VII-mo congresso del PDM                                                                                         | 16 giugno 2012   | - Sono state adottate misure per modernizzare il PDM nel contesto politico esistente e l’elezione di nuovi organi amministrativi della formazione; - Marian Lupu è stato rieletto come presidente; - Vladimir Plahotniuc è stato eletto primo vice presidente; - È stato eletto il Consiglio Nazionale Politico della formazione, la Commissione Nazionale dei Censori e la Commissione di Etica ed Arbitraggio; - Sono stati adottati i nuovi documenti statuari del PDM, compreso lo Statuto e la Dottrina politica; |
| VIII-o congresso del PDM                                                                                         | 24 dicembre 2016 | - Marian Lupu, il leader del partito si è dimesso dalla carica di presidente del PDM; - Vladimir Plahotniuc, è stato eletto come presidente; - Pavel Filip è stato eletto primo vice presidente; - È stata votata la lista del nuovo Consiglio Nazionale Politico; - È stata adottata la nuova redazione dello Statuto del partito; |

## La sigla
La sigla del Partito Democratico della Moldova è composta da tre rose che spuntano da stesso fusto, circondati da un semicerchio. Sua modifica era stata dichiarata dal presidente del PDM, signor Vlad Plahotniuc durante il Congresso VII.

## Organizzazione e squadra PDM
Il Consiglio Nazionale Politico del PDM è l'organo d'amministrazione del partito durante il periodo tra due Congressi. La seduta del Consiglio Politico Nazionale è convocata minimo due volte all'anno dal Presidente del PDM oppure su richiesta di almeno 1/3 dei membri del Consiglio Politico Nazionale. Il Consiglio Politico Nazionale del PDM è eletto dal Congresso per un periodo di 4 (quattro) anni, la sua formazione quantitativa è stabilita dalla delibera del Congresso PDM. Il Consiglio Politico è rappresentativo per i membri da tutte le regioni della repubblica, fatto che garantisce che il potere di decisione dei membri PDM sia valorizzato e rispettato.
Il Consiglio Esecutivo del PDM è l'organo esecutivo decisivo e di amministrazione del PDM, il quale gestisce l'attività del partito nel periodo tra le sedute del Consiglio Politico Nazionale ed è eletto per un periodo di 4 (quattro) anni, essendo formato da 31 (trent'uno) membri. Il Comitato Permanente è l'organo operativo di analisi e sintesi del PDM tra le sedute del Consiglio Esecutivo e Consiglio Politico Nazionale e si riunisce ogni settimana oppure a necessità, su richiesta del Presidente del PDM. Il Comitato Permanente del PDM è costituito dal Presidente, Primo vice-presidente, Presidente onorevole, i Vice-presidenti e Segretario Generale del PDM. Tale foro d'amministrazione è delegato dai membri di partito ad analizzare e decidere riguardo alle attività politiche quotidiane del PDM, tenendo presente il desiderio unanime espresso dei membri della formazione: che il PDM deve stimolare la crescita del livello di vita di quella moltitudine in una Moldova moderna e solidaria.
Sono parte della struttura del PDM: l'Organizzazione delle donne, la Gioventù democratica, le persone anziane «Tesoro della nazione» ed eletti locali. L'Organizzazione delle donne è la più potente, attiva e rappresentativa ente del partito delle donne moldave.

### Numero dei membri di partito
Numero dei membri di partito: ~ 50,100 (04/2018)

## Amministrazione del partito
- Pavel Filip - presidente in carica del PDM, membro del Parlamento
- Dumitru Diacov - presidente onorevole, presidente della fazione PDM in Parlamento
- Alexandru Jizdan - Segretario generale del PDM, membro del Parlamento

## Obiettivi
PDM è orientato verso il raggiungimento dei seguenti obiettivi politici, in conformità ai suoi valori fondamentali e alle necessità di sviluppo a lungo termine della Repubblica Moldova
1. Consolidare l'ordine costituzionale nello stato, garanzia di osservanza dei diritti politici, economici e sociali dell'uomo, in conformità alla Dichiarazione Universale dei Diritti Umani, alla Convenzione Europea per i Diritti Umani ed altri atti di diritto internazionale;
2. Creazione e convalida nella Repubblica Moldova della nazione civica secondo il principio „siamo tutti moldavi come cittadini della Repubblica Moldova”, rispettando allo stesso tempo il diritto di ogni cittadino alla sua auto identificazione etnica.
3. Portare a termine con soluzioni politici, per via pacifica, del processo di reintegrazione territoriale della Repubblica Moldova;
4. Conferire allo stato un ruolo sociale attivo, il quale con aiuto delle autorità forti, possa diventare una forza di equilibrio nella società. Lo stato è quello che deve preoccuparsi per assicurare il bene pubblico, adempiere gli obbiettivi di comune interesse, promuovere la giustizia e la solidarietà nella società. Gli attributi delle autorità pubbliche potenti sono un buon governo, la legge e la trasparenza;
5. Riformare e modernizzare l'amministrazione pubblica locale e centrale, la cui attività deve essere correlata agli interessi della repubblica e messa in servizio dei cittadini;
6. Implementare nella Repubblica Moldova il concetto di stato potente, di tipo sociale, che ha il ruolo di protagonista nel proteggere contro i rischi sociali, nell'assicurare il benessere economico e sociale dei cittadini, ponendo l'accento sull'istruzione, ricerca, innovazione, cultura e rispetto dei valori nazionali;
7. Garantire il diritto al lavoro dei cittadini e il diritto di progettarsi il proprio futuro nelle condizioni di sicurezza economica e sociale. In tale senso, PDM considera che lo stato è obbligato ad investire nel cittadino e contribuire alla creazione dei posti di lavoro ben pagati e alla formazione professionale continua dei cittadini;
8. Creare un sistema imparziale di redistribuzione dei redditi dello stato, orientato verso la garanzia della condizione decente di vita per le persone incapaci al lavoro (bambini, anziani, persone con invalidità, etc). È necessario sviluppare e usare risorse della società per assicurare la parità dei diritti, per offrire a ogni persona la possibilità di crearsi il proprio destino, per ridurre le sperequazioni economiche, per combattere la povertà e per garantire l'equità sociale;
9. Sviluppo di un insieme ottimale di programmi di protezione sociale delle categorie sfavorevole, prestando un particolare attenzione allo sviluppo e promozione delle politiche di inclusione sociale ed occupazione delle persone con invalidità;
10. Creare dei sistemi pubblici progressivi di sanità ed istruzione acceso ai quali possono avere qualsiasi cittadino, indifferentemente dalle risorse finanziarie in possesso;
11. Diversificare e sviluppare dei programmi moderni di formazione dei giovani in parallelo con le politiche basate sul concetto di "invecchiamento attivo”;
12. Garantire il diritto alla proprietà privata ed assicurare la libera ed onesta concorrenza, come principio fondamentale dell'economia di mercato, della dignità e sicurezza della persona. La proprietà privata è la manifestazione economica della libera iniziativa del cittadino ed un importante fattore del progresso economico generale, del benessere personale e comune;
13. Consolidare la democrazia rappresentativa, per conferire più credibilità alle istituzioni e per assicurare il diritto dei cittadini alla libera espressione e di partecipare nei processi di decisione;
14. Osservare i diritti e libertà fondamentali della persona, del diritto all'identità culturale, linguistica, religiosa ed etnica dei cittadini della Repubblica Moldova. Puntiamo sul combattere e condannare l'estremismo di qualsiasi tipo, delle manifestazioni di razzismo e sciovinismo, separatismo etnico o territoriale;
15. Garantire la parità dei diritti tra uomini e donne, riconoscere il ruolo della donna nella famiglia e nella società, sostenere e promuovere la parità di genere presso le strutture di decisione del partito e dello stato;
16. Sviluppare un sistema di tassazione equanime da garantire la sicurezza e capace di contribuire alla diminuzione delle tensioni sociali, come anche allo sviluppo economico;
17. Adottare delle politiche economiche orientate verso la crescita economica di lunga durata ed uniforme su tutto il territorio del paese, basata sulle innovazioni, produttività e concorrenza, da creare delle condizioni per generare gli incassi nei budget a tutti livelli, sufficienti per assicurare l'applicazione delle politiche sociali, come anche assicurare la crescita del benessere della popolazione;
18. Sviluppare un'economia di tipo misto competitivo, che possa combinare un sistema privato dinamico, un settore pubblico efficace ed un sistema di servizi pubblici qualitativi ed accessibili per i cittadini. Combinare gli sforzi di tali settori, incluso l'applicazione del concreto di Partenariato Pubblico Privato;
19. Implementare il principio di sviluppo durevole, capace di rispondere anche alle necessità attuali. Proteggere l'ambiente che è a rischio a causa dell'attività umana, dei rischi di cambiamento climaterico e della riduzione della diversità biologica. Lo stato deve far pronte alle necessità attuali della società in maniera da non danneggiare il futuro delle prossime generazioni;
20. Consolidare lo statuto costituzionale di neutralità permanente;
21. Promuovere una politica esterna equilibrata per assicurare l'immagine e gli interessi della Repubblica Moldova nel contesto regionale e globale, tramite integrazione della Comunità Europea e sviluppo della cooperazione con i paesi membri della CSI.

## Affiliazione internazionale
Il Partito Democratico è membro con diritto di voto consultivo Internazionale socialista (dal 1º ° luglio 2008) e collabora con il Partito dei socialisti europei e con partiti con orientamento socialdemocratico e social liberale da altri paesi.
Nel giugno 2018, il Partito democratico della Moldavia è stato formalmente accolto all'interno del gruppo socialdemocratico dell'Assemblea parlamentare Organizzazione per la sicurezza e la cooperazione in Europa.

## Risultati elettorali

### Elezioni parlamentari
| Elezione                                                    | Voti    | %     | Seggi    |
| ----------------------------------------------------------- | ------- | ----- | -------- |
| 1998                                                        | 294.691 | 18,2  | 24 / 101 |
| 2001                                                        | 79.757  | 5,0   | 0 / 101  |
| 2005 Blocco Elettorale Moldavia Democratica (con AMN e PSL) | 444.377 | 28,5  | 8 / 101  |
| 2009 (Apr.)                                                 | 45.698  | 3,0   | 0 / 101  |
| 2009 (Lug.)                                                 | 198.268 | 12,5  | 13 / 101 |
| 2010                                                        | 218.620 | 12,7  | 15 / 101 |
| 2014                                                        | 252.489 | 15,80 | 19 / 101 |
| 2019                                                        | 334.544 | 23,62 | 30 / 101 |

### Elezioni locali

#### Consigli regionali e municipali
| Anno delle elezioni | voti    | % dei voti | seggi ottenuti |
| 2007                | 112,242 | 9.7        | 117 / 1 103    |
| 2011                | 212,504 | 15.4       | 226 / 1 120    |
| 2015                | 226,661 | 17.6       | 259 / 1 116    |
| 2019                | 177,811 | 16.53      | 238 / 1 108    |

N.B.: Nel 2017 il numero dei rappresentanti con posto dirigenziale era di 31 persone (presidenti e vice-presidenti di regioni).

#### Consigli urbani e rurali
| Anno delle elezioni | voti    | % dei voti | seggi ottenuti |
| 2007                | 105,888 | 10.5       | 1 155 / 10 621 |
| 2011                | 209,284 | 18.8       | 2 663 / 10 630 |
| 2015                | 232,460 | 21.9       | 2 810 / 10 564 |

#### Sindaci
| Anno delle elezioni | sindaci | % dal totale | seggi ottenuti |
| 2007                | 74      | 8.2          | 74 / 895       |
| 2011                | 220     | 24.5         | 220 / 898      |
| 2015                | 287     | 32.0         | 287 / 898      |
| 2017                | 396     | 44.0         | 396 / 898      |
| 2019                | 261     | 29.0         | 261 / 898      |